# Frienstein
Frienstein, známý také jako Vorderes Raubschloss, je asi 130 m vysoký skalní útvar v Saském Švýcarsku na území města Bad Schandau. Leží na severním svahu hory Großer Winterberg v oblasti Affensteine. Na skalním útvaru byla okolo roku 1410 umístěna strážní věž panství Wildenstein. Její pozůstatky jsou dnes zřetelné na východní straně u jeskyně Idagrotte a na vrcholu jako kapsy pro ukotvení dřevěných trámů. Nachází se na území Národního parku Saské Švýcarsko.

## Galerie

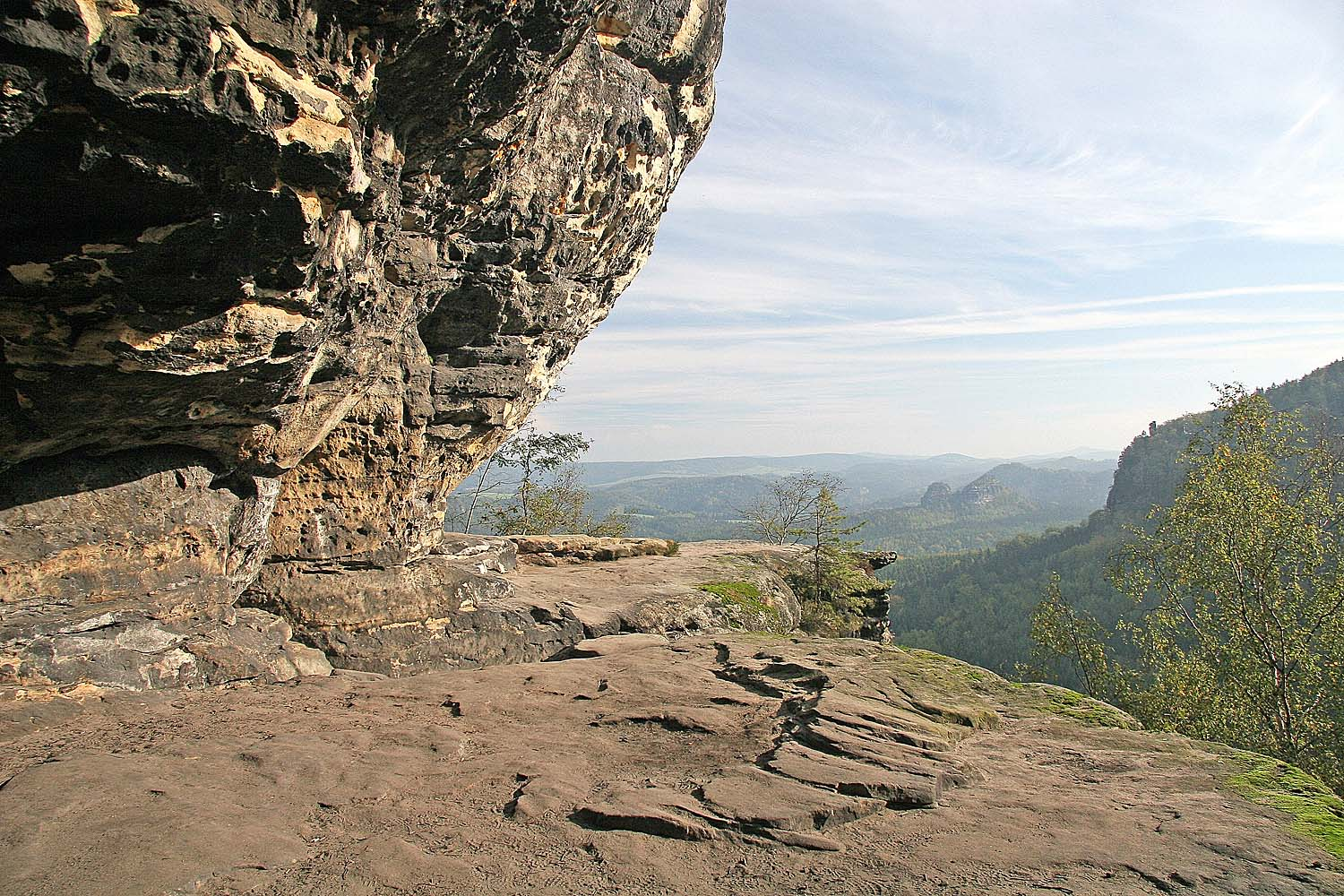
Pohled od jeskyně Idagrotte
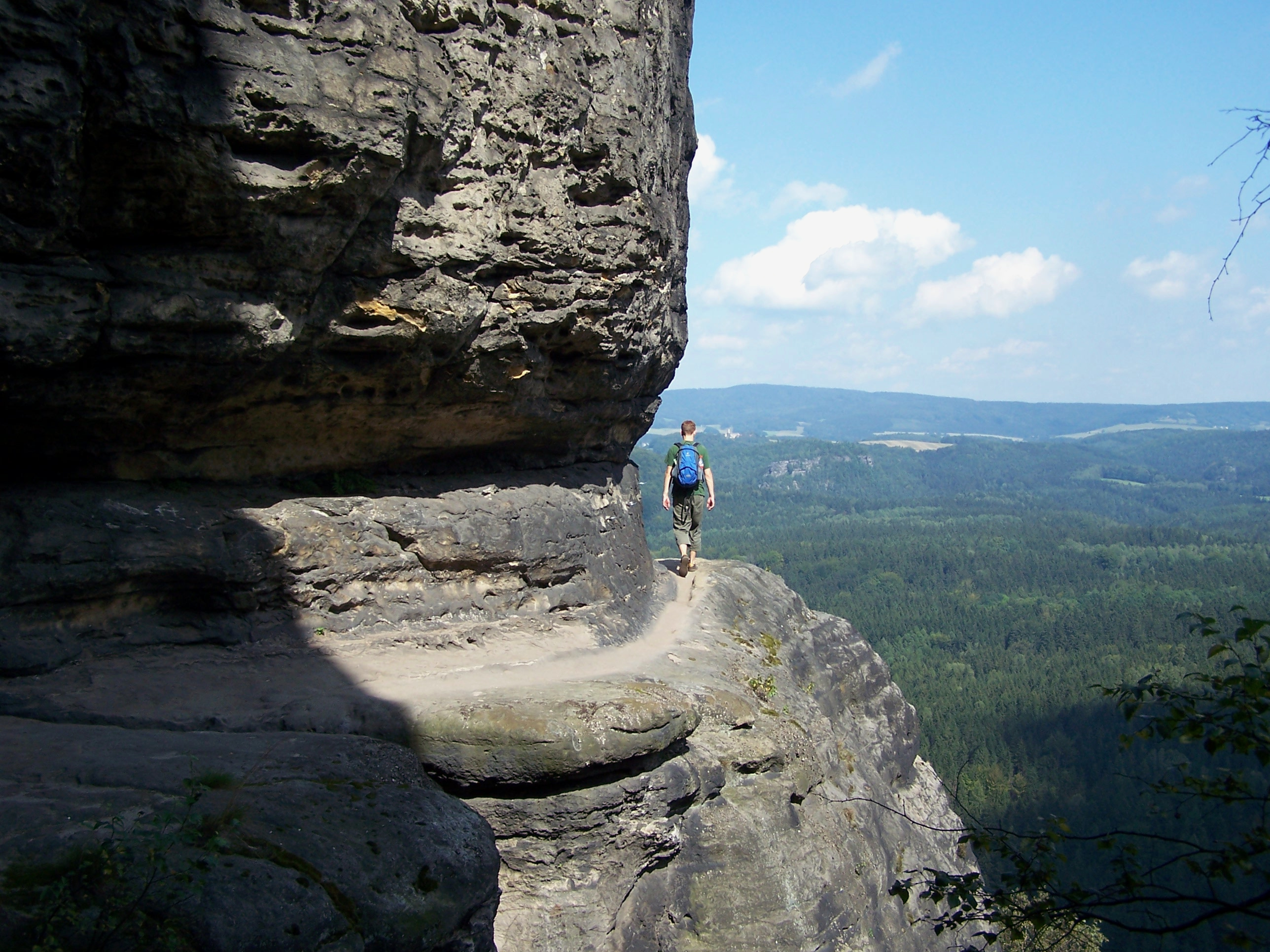
Cesta z Friensteinu k Idagrotte